# Stazione meteorologica di Capracotta
La stazione meteorologica di Capracotta è la stazione meteorologica di riferimento per la località di Capracotta.

## Coordinate geografiche
La stazione meteo si trova nell'Italia meridionale, in Molise, in provincia di Isernia, nel comune di Capracotta, a 1.400 metri s.l.m. e alle coordinate geografiche 41°50′N 14°16′E.

## Dati climatologici
In base alla media trentennale di riferimento 1961-1990, la temperatura media del mese più freddo, gennaio, si attesta a +0,5 °C; quella del mese più caldo, agosto, è di +19,2 °C  .
| Capracotta         | Mesi | Mesi | Mesi | Mesi | Mesi | Mesi | Mesi | Mesi | Mesi | Mesi | Mesi | Mesi | Stagioni | Stagioni | Stagioni | Stagioni | Anno |
| Capracotta         | Gen  | Feb  | Mar  | Apr  | Mag  | Giu  | Lug  | Ago  | Set  | Ott  | Nov  | Dic  | Inv      | Pri      | Est      | Aut      | Anno |
| ------------------ | ---- | ---- | ---- | ---- | ---- | ---- | ---- | ---- | ---- | ---- | ---- | ---- | -------- | -------- | -------- | -------- | ---- |
| T. max. media (°C) | 4,1  | 5,1  | 8,0  | 12,2 | 16,0 | 21,0 | 24,7 | 25,2 | 21,1 | 14,5 | 9,3  | 5,7  | 5,0      | 12,1     | 23,6     | 15,0     | 13,9 |
| T. min. media (°C) | −3,1 | −2,9 | −0,9 | 2,5  | 6,3  | 10,5 | 13,2 | 13,2 | 10,2 | 6,2  | 2,3  | −1,7 | −2,6     | 2,6      | 12,3     | 6,2      | 4,6  |